# بطاقة صنف-مسؤولية-تعاون
(بالإنجليزية: Class-responsibility-collaboration)‏ بطاقة صنف-مسؤولية-تعاون (CRC) هي أداة للعصف الذهني تُستخدم في تصميم البرمجيات كائنية التوجيه. تم اقتراحها في الأصل بواسطة وورد كانينغهام وكينت بيك كأداة تعليمية،  ولكنها تحظى أيضًا بشعبية بين المصممين الخبراء  ويوصي بها أنصار البرمجة القصوى. وصف مارتن فاولر بطاقات CRC كبديل عملي لمخطط التتابع UML لتصميم ديناميكيات لتفاعل الكائن والتعاون (بالإنجليزية: collaboration)‏.
عادةً ما يتم إنشاء بطاقات CRC من بطاقات الفهرس. يقوم أعضاء جلسة العصف الذهني بكتابة بطاقة CRC واحدة لكل صنف / كائن ذي صلة (بالإنجليزية: relevant class/object)‏ في تصميمهم. البطاقة مقسمة إلى ثلاث مناطق:
1. على رأس البطاقة، اسم الصنف (بالإنجليزية: class)‏.
2. على اليسار، المسؤوليات (بالإنجليزية: responsibilities)‏ الخاصة بالصنف.
3. على اليمين، المتعاونون (بالإنجليزية: collaborators)‏ (أصناف أخرى) التي يتفاعل معها هذا الصنف للوفاء بمسؤولياته.

استخدام بطاقة صغيرة يبقي تعقيد التصميم عند الحد الأدنى. وهي تجعل المصممين يركزون على أساسيات الصنف وتمنعهم من الدخول في تفاصيلها وتنفيذها في وقت تكون فيه هذه التفاصيل غير مثمرة. كما أنه لا يشجَع على إعطاء صنف كثير من المسؤوليات. نظرًا لأن البطاقات محمولة، يمكن وضعها بسهولة على طاولة وإعادة ترتيبها أثناء مناقشة التصميم.

## إنشاء بطاقات CRC
لإنشاء بطاقة CRC، يمكنك البدء بكتابة سيناريو يحدد الجهات الفاعلة الرئيسية (بالإنجليزية:  major actors)‏ والإجراءات (بالإنجليزية: actions)‏ التي يقوم بها تلك الجهات. اكتب فقط الإجراءات والجهات الفاعلة الخاصة بهذا السيناريو الجزئي. يجب أن تتحول الأسماء إلى أصناف البطاقة، وتتحول الأفعال عادةً إلى مسؤوليات البطاقة، والمتعاونون هم البطاقات الأخرى التي ستتفاعل معها البطاقة.

## مثال
على وجه البطاقة نكتب اسم الصنف واسم الصنف الأصل (بالإنجليزية: superclass)‏ (إذا كان موجوداً). عدا عن ذلك، سيوضح مجال المسؤولية والعلاقات مع الأصناف الأخرى بشكل موجز.
| اسم الصنف                                                                | الصنف الأصل |
| ------------------------------------------------------------------------ | ----------- |
| المسؤولية وصف الدوال أو الطرق البرمجية وصف صطحي لمهمة الدالة أو الطريقة. |             |
| تعاون مع علاقة بصنف أخر.                                                 |             |

على ظهر البطاقة يشرح تفاصيل الصنف بواسطة فهرسة العمليات (بالإنجليزية: Operations)‏ والحقول (بالإنجليزية: Attributes)‏.
| العمليات يشار إلى العمليات بوصف ذي مستوى مناسب. الخطوة التالية اضافة أسماء العمليات ولاحقاً المعلمة (بالإنجليزية: Parameter)‏. |
| الحقل يشير إلى الحقل بوصف ذي مستوى ملائم.                                                                                    |

## روابط خارجية
- مختبر لتدريس التفكير كائني التوجيه (بالإنجليزية: "A laboratory for teaching object oriented thinking")‏ ,  التي كتبها كينت بيك وورد كانينغهام
- وصف CRC لـ HotDraw
- مقدمة موجزة في البرمجة القصوى extremeprogramming.org
- محرر CRC بسيط على الإنترنت
- كتاب (الكائن الرئيسي) Scott Ambler. The Object Primer من جامعة كامبريدج
- كتاب (المبرمج البراغماتي) The Pragmatic Programmer للكاتبين Andrew Hunt, David Thomas.